# Новые Усы (Башкортостан)
Новые Усы (баш. Яңы Уҫы) — деревня в Бакалинском районе Республики Башкортостан Российской Федерации. Входит в состав Новоурсаевского сельсовета. 

## География

### Географическое положение
Расстояние до:
- районного центра (Бакалы): 43 км,
- центра сельсовета (Новоурсаево): 5 км,
- ближайшей ж/д станции (Туймазы): 83 км.

## История
С 2005 современный статус.
Статус деревня, сельского населённого пункта, посёлок получил согласно Закону Республики Башкортостан от 20 июля 2005 года N 211-з «О внесении изменений в административно-территориальное устройство Республики Башкортостан в связи с образованием, объединением, упразднением и изменением статуса населенных пунктов, переносом административных центров», ст.1

6. Изменить статус следующих населенных пунктов, установив тип поселения — деревня…

7) в Бакалинском районе: 

ф) поселка Новые Усы Новоурсаевского сельсовета

## Население
| 2002 | 2009 | 2010 |
| ---- | ---- | ---- |
| 13   | ↘4   | ↗8   |

Национальный состав
Согласно переписи 2002 года, преобладающая национальность — русские (100 %).